# Kirsten Wenzel
Kirsten Wenzel (n. 27 februarie 1961, Leipzig, RDG) este o sportivă ce a reprezentat Republica Democrată Germană, medaliată olimpică. A participat la o ediție a Jocurilor Olimpice (1980) în care a câștigat o medalie de aur.

## Participări
Lista de mai jos prezintă principalele competiții la care a participat Kirsten Wenzel de-a lungul carierei.
- canotaj-patru vâsle la Jocurile Olimpice de vară din 1980[*][5]